# Donna De Varona
Donna De Varona (San Diego (California), Estados Unidos, 26 de abril de 1947) es una nadadora estadounidense retirada especializada en pruebas de cuatro estilos y estilo libre, donde consiguió ser campeona olímpica en 1964 en los 4 x 100 metros.
En los Juegos Olímpicos de Tokio 1964 ganó la medalla de oro en los 400 metros estilos, con un tiempo de 5:18.7 segundos que fue récord olímpico, y en cuanto a las pruebas grupales, ganó el oro en los relevos de 4 x 100 metros estilo libre, por delante de Australia (plata) y Países Bajos (bronce).
En los Juegos Panamericanos de 1963 celebrados en Sao Paulo ganó dos medallas de oro en relevos: en 4 x 100 metros estilos y 4 x 100 metros estilo libre.
Luego de retirarse de la natación, De Varona fue periodista deportiva de la cadena de televisión ABC, destacándose su cobertura en los Juegos Olímpicos de Verano e Invierno de 1984. Fue integrante de la Women's Sports Foundation, Special Olympics International y la comisión de mujeres del Comité Olímpico Internacional. Asimismo, fue asesora de deportes de numerosas administraciones federales, y colaboró en reformas legislativas tales como la Ley Olímpica, el Título IX de Equidad en la Educación y la creación de la Agencia antidopaje de Estados Unidos.